# Allopaa hazarensis
Allopaa hazarensis е вид земноводно от семейство Dicroglossidae. Видът е незастрашен от изчезване.

## Разпространение
Разпространен е в Индия и Пакистан.

## Описание
Популацията на вида е стабилна.